# Đại học Hàng hải Gdynia

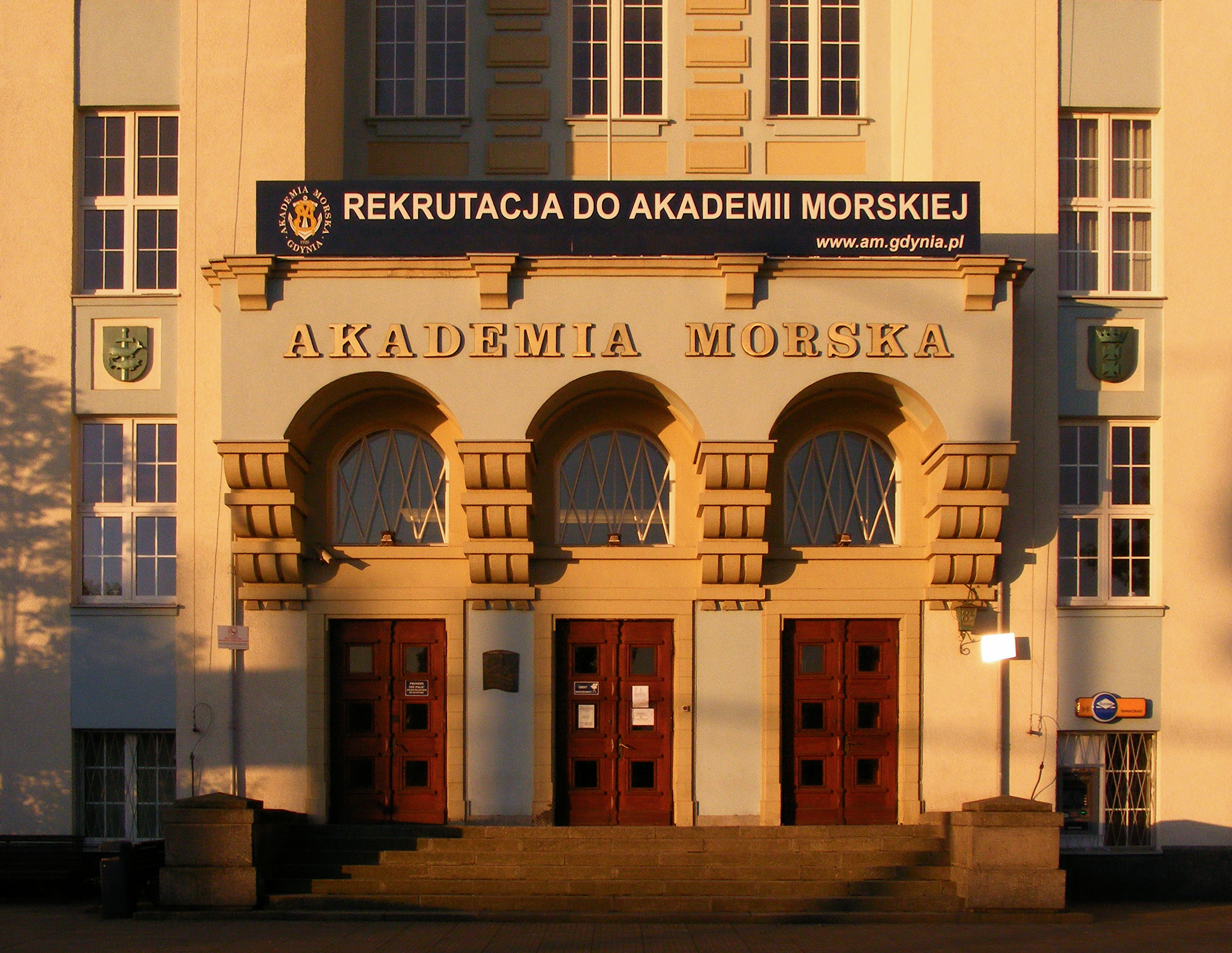
Trụ sở chính của Nhà trường (Website: https://umg.edu.pl/)

Đại học Hàng hải Gdynia là một cơ sở giáo dục công lập của Nhà nước Ba Lan, chuyên đào tạo các chuyên gia trong lĩnh vực hàng hải và khai thác tàu, vận hành nhà máy điện tàu, điện tử tàu thủy, vận hành cảng và hậu cần, vận hành hệ thống kỹ thuật đất liền và sửa chữa, kinh tế hàng hải... Trường có trụ sở tại 81/87 đường Morska, thành phố Gdynia.

## Lịch sử của trường
Tiền thân của Trường Đại học Hàng hải Gdynia là Trường Hàng hải ở Tczew, được thành lập vào ngày 17 tháng 6 năm 1920, với hai khoa Điều hướng và Cơ khí. Năm 1938, Khoa Giao thông Vận tải và Hàng hải được thành lập. Dần dần, các khoa mới được thành lập và các chuyên ngành được mở rộng. Năm 1967, trường Trường Hàng hải Tczew được chuyển đổi thành Trường Hàng hải bang Gdynia. Năm 1968, Trường Hàng hải bang ở Gdynia được chuyển đổi thành Trường Đại học Hàng hải ở Gdynia.

## Các Khoa đào tạo
Khoa Điện (Trưởng khoa: GS. TSKH Krzysztof Górecki).
Khoa Cơ khí (Trưởng khoa: GS. TSKH Adam Charchalis)
Khoa Điều hướng (Trưởng khoa: GS. TSKH Leszek Smolarek)
Khoa Kinh doanh và Hàng hóa (Trưởng khoa: GS. TSKH Andrzej S. Grzelakowski)
Ngoài ra, trường còn có các phòng ban chức năng khác như: Viện Hàng hải, Thư viện, Phòng hướng nghiệp sinh viên, Trung tâm Giáo dục Kỹ thuật Hàng hải, Khoa ngoại ngữ, Trung tâm Thể dục và Thể thao, Nhà xuất bản.

## Ban giám hiệu[7]
Hiệu trưởng: GS. TSKH Janusz ZARĘBSKI
Hiệu phó phụ trách Khoa học: GS. TSKH Ireneusz CZRNAOWSKI
Hiệu phó phụ trách Giáo dục: GS. TSKH Andrzej MISZCZAK
Hiệu phó phụ trách Hàng hải: GS. TSKH Henryk ŚNIEGOCKI